# École centrale de Lyon
De École Centrale de Lyon, ook wel EC-Lyon, is een in 1857 opgerichte grande école (technische universiteit) in Écully, een voorstad van Lyon. De campus ligt in Écully naast de Emlyon Business School.
De school is opgericht op 3 november 1857 door zakenman François Barthélemy Arlès-Dufour en docent Désiré Girardon. In 1947 kwam de school in overheidshanden terecht. In 1967 verhuisde de school naar Écully. Drie jaar later werd de huidige naam École Centrale de Lyon in gebruik genomen.
Per 1 januari 2021 werd de École nationale d'ingénieurs de Saint-Étienne (Enise) onderdeel van de École Centrale.

## Diploma
Studenten worden opgeleid tot onder andere technisch manager of onderzoeker in een werkbouwkundige omgeving. Diploma's die te behalen zijn:
- Ingenieursdiploma Master: 'Ingénieur Centrale Lyon' (300 ECTS)
- Doctoraatsscholen
- Mastère Spécialisé, een eenjarige opleiding voor verdere specialisatie.

Daarnaast kunnen studenten via internet een Massive open online course volgen.
 België: 
Faculté polytechnique de Mons · 
Université catholique de Louvain · 
Université libre de Bruxelles · 
Université de Liège · 
Vrije Universiteit Brussel · 
 Denemarken: 
Danmarks Tekniske Universitet · 
 Brazilië: 
Universiteit van São Paulo · Escola Politécnica da Universidade de São Paulo · 
 Duitsland: 
Rheinisch-Westfälische Technische Hochschule · 
Technische Universiteit Berlijn · 
Technische Universität Darmstadt · 
Technische Universität Dresden · 
Leibniz Universität Hannover · 
Technische Universität München · 
Friedrich-Alexander-Universität Erlangen-Nürnberg · 
Universiteit van Stuttgart · 
 Finland:
Teknillinen Korkeakoulu ·
 Frankrijk:
École Centrale de Lille · 
École centrale de Lyon ·
École centrale de Marseille ·
École centrale de Nantes ·
École centrale Paris ·
École nationale des ponts et chaussées ·
École nationale supérieure de techniques avancées · 
Institut supérieur de l'aéronautique et de l'espace · 
École Supérieure d'Électricité · 
 Griekenland:
Aristoteles-universiteit van Thessaloniki · 
Ethniko Metsovio Polytechnio Athina ·
 Hongarije:
Budapest University of Technology and Economics · 
 Italië:
Politecnico di Milano ·
Politecnico di Torino · 
Universiteit van Padua ·
Università degli Studi di Trento ·
 Noorwegen:
Technisch-natuurwetenschappelijke Universiteit van Noorwegen ·
 Oostenrijk:
Technische Universiteit Wenen ·
 Polen:
Wroclaw University of Technology ·
 Portugal ·
Instituto Superior Técnico · 
 Rusland:
Technische Staatsuniversiteit van Moskou ·
Moscow State Technical University of Radio Engineering · 
Tomsk Polytechnic University ·
 Spanje:
Universidad Politécnica de Madrid · 
Universitat Politècnica de València · 
Universidad Pontificia Comillas · 
Universidad de Sevilla · 
Universitat Politècnica de Catalunya · 
 Tsjechië:
Tsjechische Technische Universiteit · 
 Turkije:
Technische Universiteit Istanboel · 
 Verenigd Koninkrijk:
Queen's Universiteit van Belfast · 
 Zweden:
Technische Universiteit Chalmers · 
Kungl. Tekniska Högskolan ·
Lunds Tekniska Högskola · 
 Zwitserland:
Eidgenössische Technische Hochschule Zürich · 
Technische Universiteit van Lausanne